# Keri Sable
Keri Sable, née le 28 avril 1986 à Buffalo dans l'État de New York (États-Unis), est une actrice de films pornographiques américaine d'origine italienne.

## Récompenses et nominations
Nominations
- XRCO Awards 2004
  - New Starlet
  - Cream Dream
- AVN Awards 2006[3]
  - Best New Starlet
  - Best Anal Sex Scene – Film pour Eternity (avec Randy Spears)
  - Best Group Sex Scene – Film pour Sold (avec Jessica Drake et Brad Armstrong)
  - Best Group Sex Scene – Video pour Anal Expedition 6 (avec Mélissa Lauren, Sophia, Erik Everhard, Manuel Ferrara, Michael Stefano et John Strong)
- AVN Awards 2007
  - Best Supporting Actress – Video pour The Visitors[4]